# 黑井站 (新潟縣)
黑井站（日语：／ Kuroi eki */?）是屬於東日本旅客鐵道（JR東日本）與日本貨物鐵道（JR貨物）的車站。JR東日本的站房位於新潟縣上越市頸城區，JR貨物的車站則位於上越市的大字黑井。雖然北越急行設有從北北線直通至直江津站的列車，但除了每天3個來回班次外，其餘的急行班次皆不停靠本站。

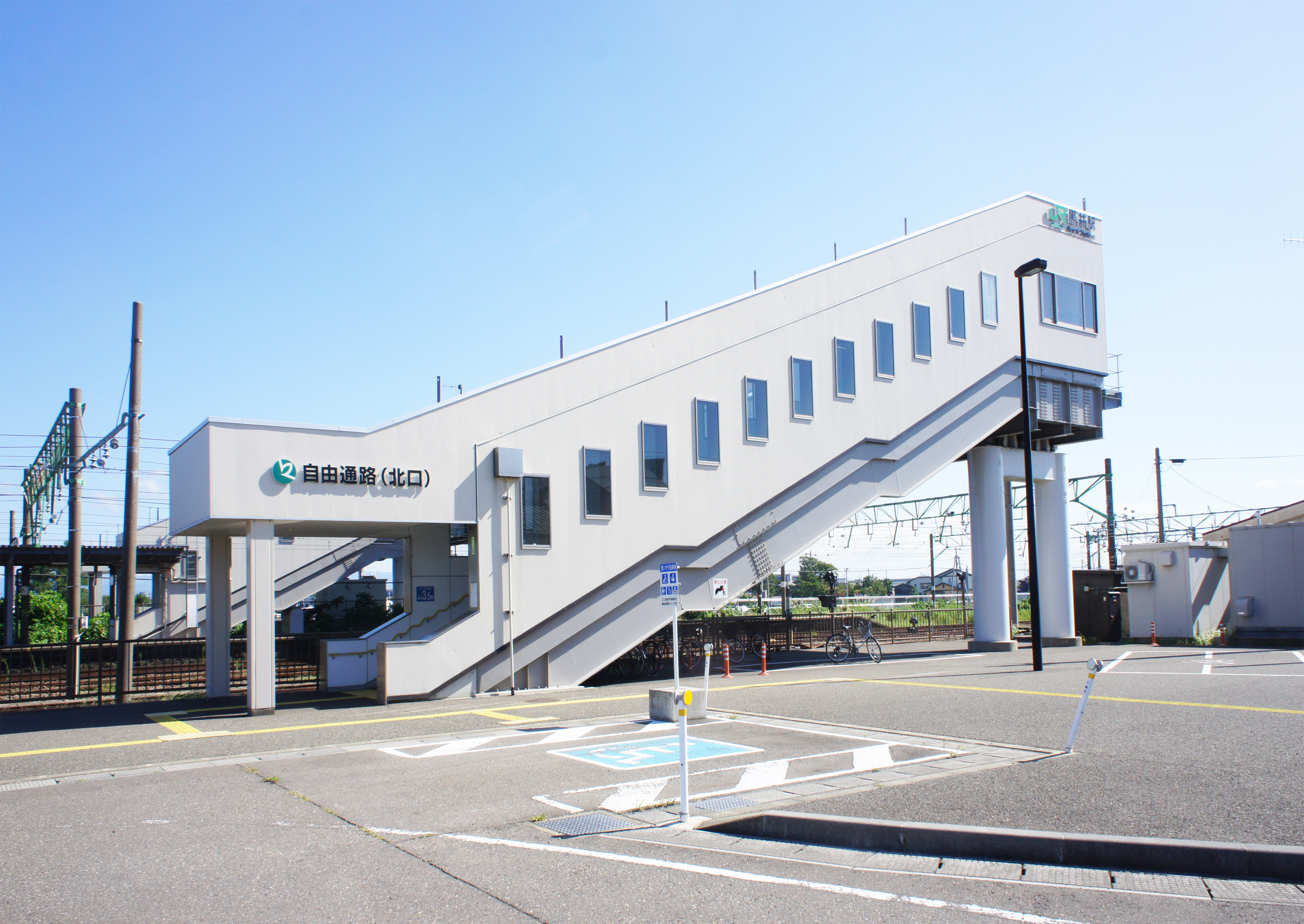
北口(2021年9月)

## 車站構造

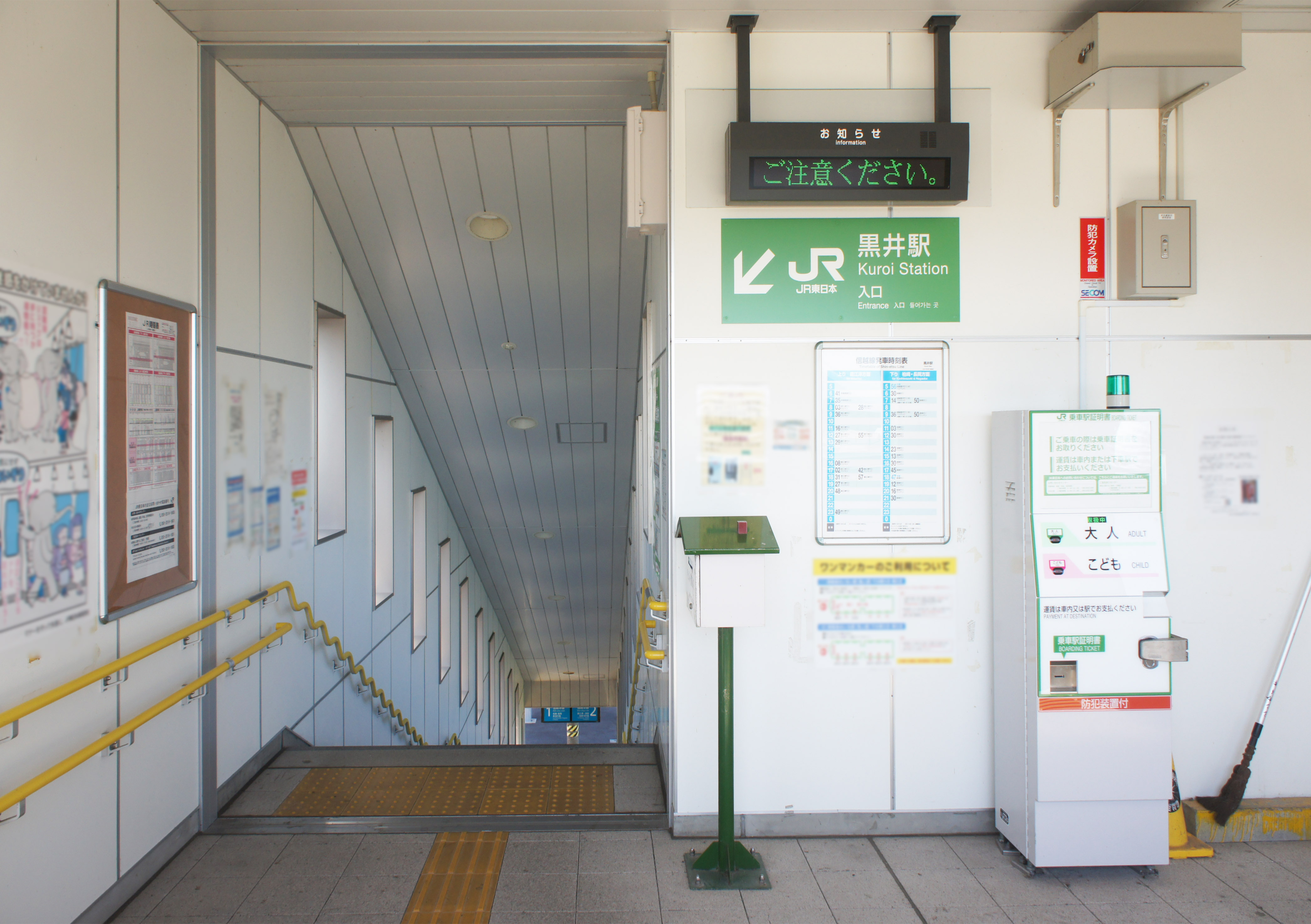
驗票口(2021年9月)

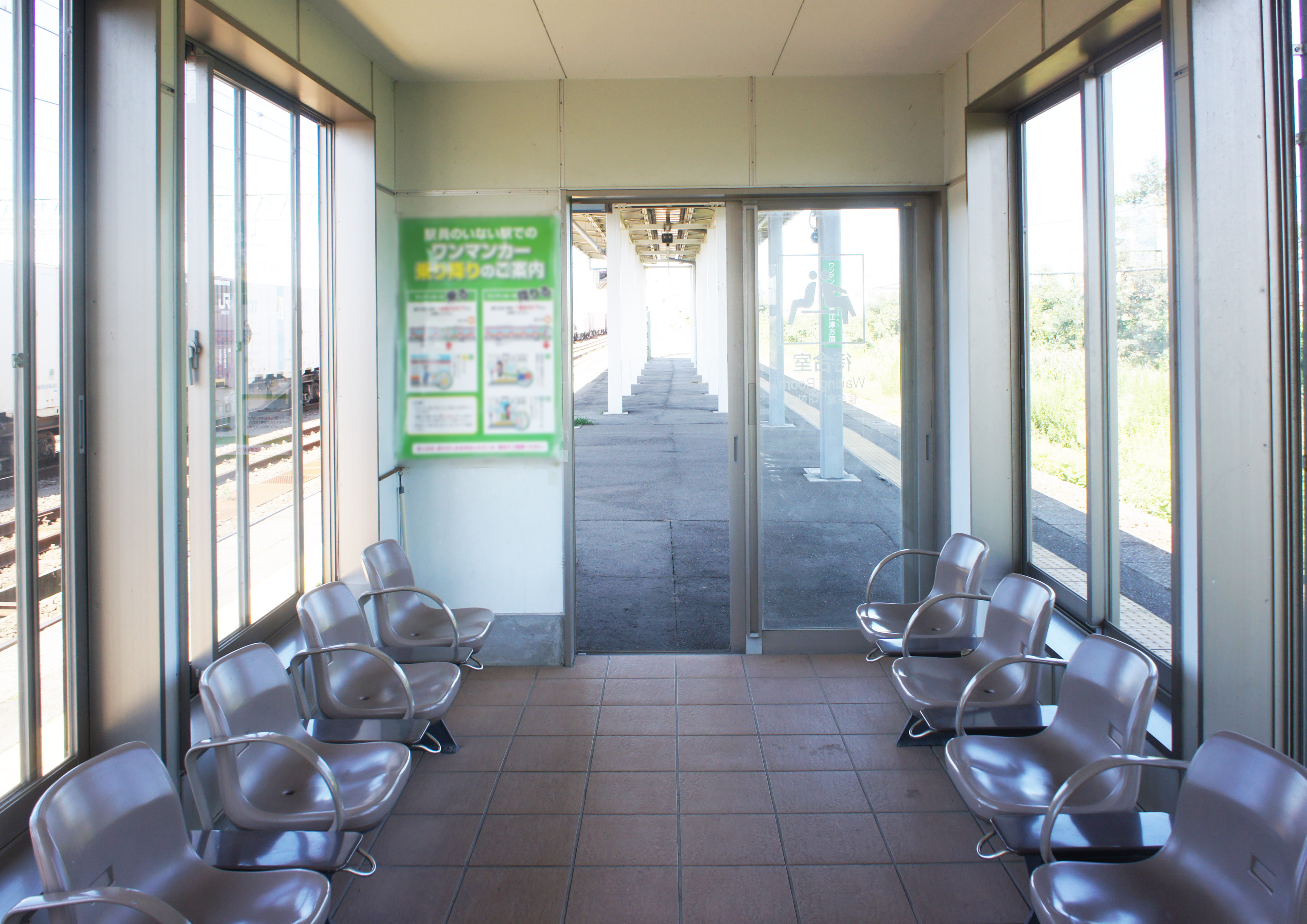
月台上的候車室(2021年9月)

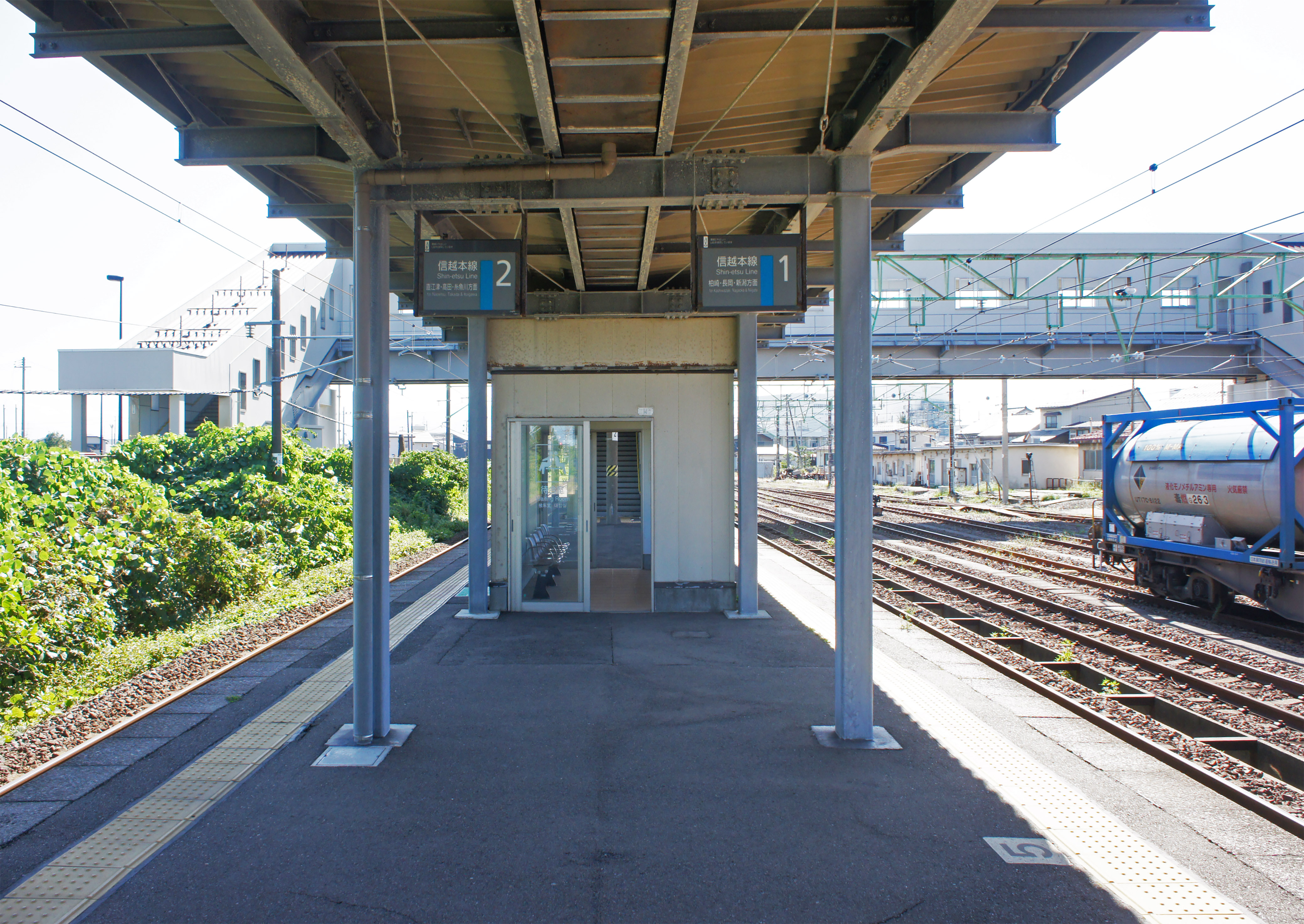
月台(2021年9月)

本站為擁有島式月台1面2線的地面車站。月台西側是下行列車使用的1號線，東側則是上行列車使用的2號線。JR東日本管轄上下行2條線路，北側其他線路是屬於JR貨物所有。此站為無人車站，站內設有自動售票機、公共電話、自動販賣機、廁所等。

### 月台配置
| 月台 | 路線      | 方向 | 目的地                 | 備註                |
| ---- | --------- | ---- | ---------------------- | ------------------- |
| 1    | ■信越本線 | 下行 | 柏崎、長岡、新潟方向   | 包括■北北線直通列車 |
| 2    | ■信越本線 | 上行 | 直江津、高田、新井方向 |                     |

### 貨物列車
自2008年3月15日改點後，高速貨物列車以停靠本站為主。往南長岡方面下行列車每天有4個班次、往富山貨物方面上行列車每天有2個班次。
於本站進行車廂拆放的班次為
- 名古屋貨物總站發車，往新潟貨物總站的下行列車
- 稻澤站發車，以本站為終點的下行列車
- 南長岡站發車，以本站為終點的上行列車

於本站進行車廂連結的班次為
- 本站發車，往南長岡站的下行列車
- 東水島站發車，往新潟貨物總站的下行列車
- 本站發車，往名古屋貨物總站的上行列車

於本站的專用貨物列車在2008年3月15日改點時已全部廢除。

## 車站周邊
車站附近有小部分住宅區，大部分為直江津港工業集散地。
- 信越化學工業直江津工廠
- 住友金屬直江津（日语：住友金属直江津）
- 日本海水化工直江津工廠
- 大平洋特殊鑄造
- 三菱化學（日语：三菱化学）直江津事業所
- 國道8號

## 歷史
- 1902年（明治35年）7月1日 - 北越鐵道設立貨物站。
- 1906年（明治39年）9月1日 - 開始辦理客運業務。
- 1907年（明治40年）8月1日 - 北越鐵道國有化。
- 1914年（大正3年）10月1日 - 頸城鐵道線設立新黑井站。
- 1968年（昭和43年）10月1日 - 裁撤新黑井站。
- 1984年（昭和59年）2月1日 - 廢止小型行李的業務。
- 1985年（昭和60年）3月 - 整修站房。
- 1985年（昭和60年）3月5日 - 開始辦理貨物集裝的業務。
- 1987年（昭和62年）4月1日 - 國鐵分割民營化後成為JR東日本、JR貨物轄下的車站。
- 2007年（平成19年）3月18日 - 廢止隨車貨物的業務。

## 相鄰車站
東日本旅客鐵道
■信越本線（除北北線直通列車外）
■快速（只限黃昏下行1班停靠）、■普通
直江津－黑井－犀潟
北越急行

■北北線（犀潟－直江津為直通JR信越本線路段）
■超快速「雪兔」
通過
■快速、■普通（只限部分列車停靠）
犀潟－黑井－直江津

### 曾經存在的路線
頸城鐵道線
新黑井－北四屋